# Округ Дирборн (Индијана)
Округ Дирборн (енгл. Dearborn County) је округ у америчкој савезној држави Индијана.

## Демографија
По попису из 2010. године број становника је 50.047, што је 3.938 (8,5%) становника више него 2000. године.
| Група             | 2000.          | 2010.          |
| Белци             | 45.048 (97,7%) | 48.486 (96,9%) |
| Афроамериканци    | 287 (0,6%)     | 300 (0,6%)     |
| Азијати           | 122 (0,3%)     | 189 (0,4%)     |
| Хиспаноамериканци | 266 (0,6%)     | 502 (1,0%)     |
| Укупно            | 46.109         | 50.047         |